# Andreas Klöden
Andreas Klöden (* 22. Juni 1975 in Mittweida) ist ein ehemaliger deutscher Radrennfahrer.

## Anfänge
Kurz nach seiner Geburt zog seine Familie nach Groß Schacksdorf bei Forst (Lausitz), wo er aufwuchs. Seine Radsportlaufbahn begann Klöden bei der SG Dynamo Forst und wurde von dort 1989 an die Kinder- und Jugendsportschule des SC Dynamo Berlin delegiert, wo er – wie Jan Ullrich – beim SC Dynamo Berlin trainierte.

## Profi beim Team Telekom
Er begann seine Profilaufbahn im Mai 1998 beim Team Telekom, dem späteren T-Mobile Team. Dort war er vorrangig als sportlicher Helfer (Wasserträger) von Jan Ullrich tätig, mit dem ihn privat eine enge Freundschaft verbindet.
Erste größere internationale Erfolge gelangen ihm im Frühjahr 2000, als er nacheinander die wichtigen Etappenrennen Paris–Nizza und Baskenland-Rundfahrt gewinnen konnte. Diese Erfolge bestätigte er im September desselben Jahres, als er hinter seinen Teamkollegen Jan Ullrich und Alexander Winokurow die Bronzemedaille im Straßenrennen bei den Olympischen Spielen 2000 in Sydney gewann. Dafür wurde er vom Bundespräsidenten mit dem Silbernen Lorbeerblatt ausgezeichnet.
An diese Erfolge konnte Klöden zunächst nicht weiter anknüpfen. Erst im Jahr 2004 gewann er zunächst den Titel des Deutschen Meisters im Straßenrennen in Freiburg im Breisgau. Wenige Wochen später erreichte er den zweiten Platz der Tour de France 2004 vor Teamkapitän Ullrich, der Vierter wurde. Vor Klöden war nur Lance Armstrong platziert, dessen Toursieg jedoch im Nachgang aufgrund systematischen Dopings aberkannt wurde.
Im darauf folgenden Jahr, wieder als Helfer für Ullrich, konnte er diesen Erfolg jedoch nicht wiederholen: An elfter Position des Gesamtklassements der Tour de France 2005 liegend, musste er das Rennen während der 17. Etappe wegen eines Kahnbeinbruchs, den er sich tags zuvor bei einem Sturz zugezogen hatte, aufgeben.
Nachdem Jan Ullrich bei der Tour de France 2006 wegen des Dopingskandals Fuentes Startverbot erhalten hatte, bestritt Klöden das Rennen als Kapitän des Teams. Er beendete die Tour als Dritter und wurde nach der Doping-Disqualifikation des ursprünglich als Sieger geehrten Floyd Landis nachträglich als Zweiter klassiert.

## Nach dem Team Telekom

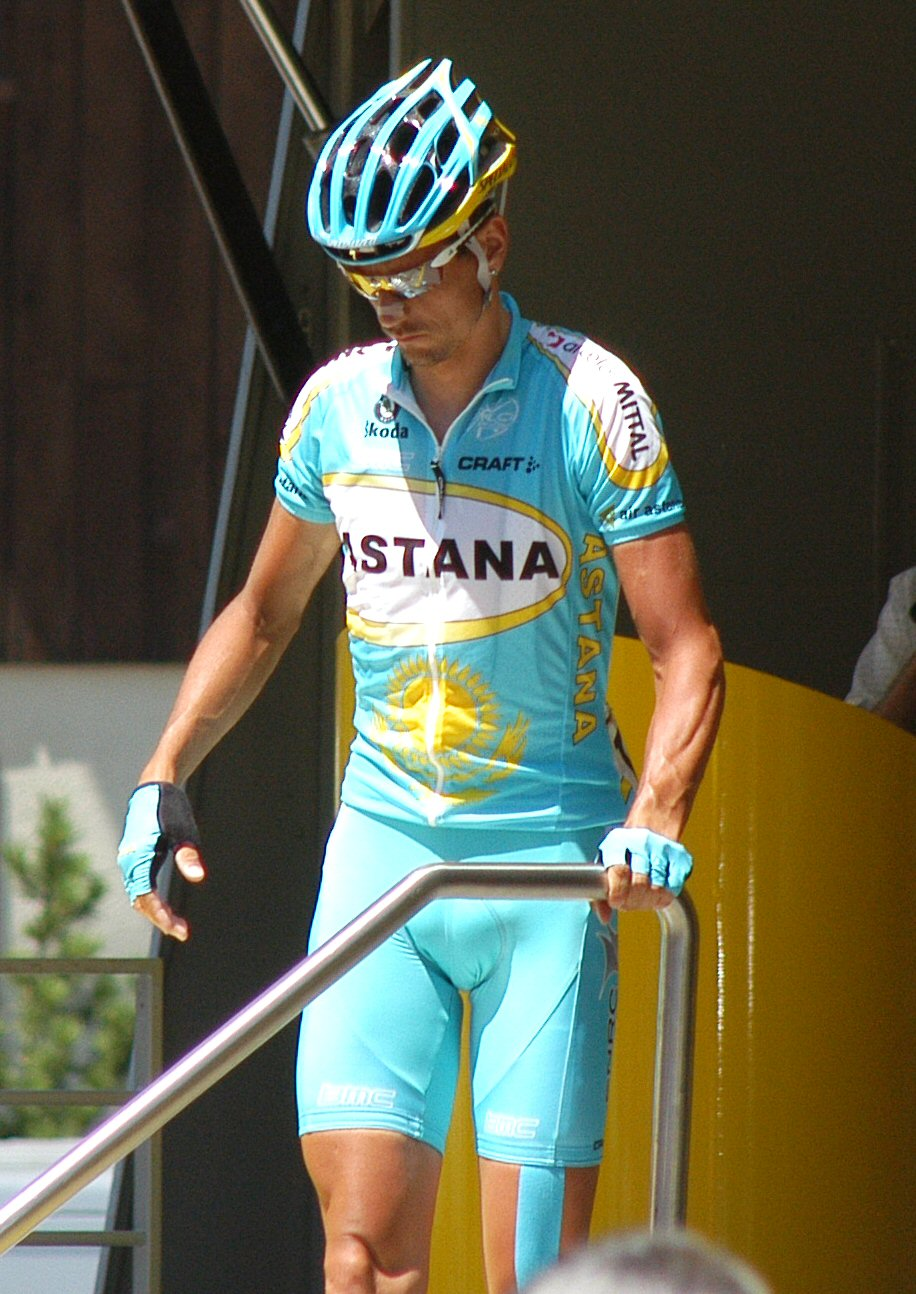
Andreas Klöden bei der 8. Etappe der Tour de France 2007

Zur Saison 2007 wechselte Klöden zum Team Astana. Er verpasste den Sieg des bei der Tour de France in London abgehaltenen Prologs um 13 Sekunden Rückstand zum Sieger Fabian Cancellara. Wegen des vorzeitigen Rückzugs des Astana-Teams nach der positiven Dopingprobe des Kapitäns Alexander Winokurow konnte Klöden die Tour nicht zu Ende fahren.
Das Team wurde im Jahr 2008 zunächst weder für den Giro d’Italia 2008 noch für die Tour de France 2008 eingeladen. Nachdem nachträglich eine Einladung für den Giro erfolgte, startete Klöden dort mit Siegambitionen. Schließlich war er jedoch Helfer des nachgemeldeten Alberto Contador und stieg auf Rang 13 liegend wegen einer schweren Erkältung am vorletzten Tag aus.
Nachdem Andreas Klöden vom Bund Deutscher Radfahrer nicht für die Olympischen Sommerspiele 2008 in Peking nominiert wurde, zeigte sich Klöden von der aus seiner Sicht nicht nachvollziehbaren Entscheidung enttäuscht und teilte mit, zukünftig nicht mehr für den Bund Deutscher Radfahrer zur Verfügung zu stehen.
Im Jahr 2009 konnte Klöden im Frühjahr starke Ergebnisse in Rundfahrten verzeichnen. Auch bei der Tour de France 2009 konnte Klöden diesmal als Edelhelfer überzeugen. Stellenweise war er sogar stärker als Armstrong und hätte auf der 17. Etappe nach Le Grand-Bornand gar das Podium erreichen können, wenn er sich am letzten Anstieg nicht in einen Hungerast gefahren und damit am Ende viel Zeit liegen gelassen hätte. In der Gesamtwertung stand schließlich Platz 6 zu Buche.
Zusammen mit Teammanager Johan Bruyneel wechselte Klöden 2010 zum neu gegründeten US-amerikanischen Team RadioShack und 2012 nach dessen Fusion mit dem luxemburgischen Team Leopard Trek zum RadioShack-Nissan-Team dorthin.
Im Frühjahr 2011 startete Klöden mit einer starken Form in die Saison und konnte neben Platz 2 einen Etappensieg bei Paris–Nizza verzeichnen. Außerdem gewann er das Zeitfahren des Critérium International und konnte die Baskenland-Rundfahrt für sich entscheiden.
Mit Ablauf der Saison 2013 beendete Klöden im August 2013 mit der USA Pro Cycling Challenge seine Karriere als Radprofi. Er erklärte, es sei zu keiner Einigung über einen neuen Vertrag für die Saison 2014 gekommen.

## Dopingvorwürfe

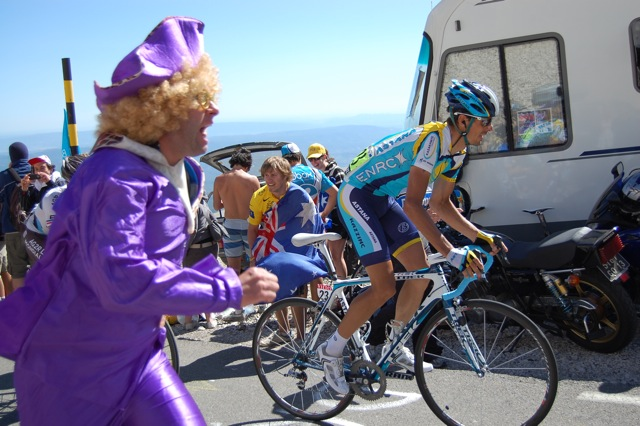
Andreas Klöden, 20. Etappe der Tour de France 2009, Mont Ventoux

Im Frühjahr 2008 wurde Klöden durch einen Artikel der Süddeutschen Zeitung des Dopings beschuldigt. Laut Artikel behauptete die Zeitung, sie hätte die Aussage des geständigen Dopingsünders Patrik Sinkewitz vorliegen, der damit seine früheren Teamkollegen belastet. Andreas Klöden und Matthias Kessler seien dabei gewesen, als sich Sinkewitz bei der Tour de France 2006 von Straßburg aus zum Blutdoping ins Uniklinikum Freiburg begab. Die dafür zuständige Staatsanwaltschaft hat die in der Presseberichterstattung behaupteten Informationen jedoch nicht bestätigt. Es sei nicht bekannt, wie die Presse an solche Detailinformationen gekommen sein solle.
Der am 13. Mai 2009 der Öffentlichkeit vorgestellte Abschlussbericht der Expertenkommission zur Aufklärung von Dopingvorwürfen gegenüber Ärzten der Abteilung Sportmedizin des Universitätsklinikums Freiburg stellt als gesichert fest, dass Andreas Klöden neben seinen damaligen Teamkollegen Kessler und Sinkewitz zur Tour de France 2006 mit Eigenblut gedopt wurde. Andreas Klöden und seine Rechtsanwälte haben dazu eine Presseerklärung abgegeben, in der sie unter anderem die Behauptungen für vage und nicht nachvollziehbar halten. Als Folge der Vorwürfe lehnte Andreas Klöden Interviewanfragen deutscher Medien meist ab. Die Ermittlungen der Staatsanwaltschaft wurden gegen Zahlung einer Geldauflage an eine soziale Einrichtung eingestellt.

## Erfolge
| 1996 - Straßenweltmeisterschaft Einzelzeitfahren U23 1998 - Gesamtwertung Niedersachsen-Rundfahrt 2000 - Gesamtwertung Paris–Nizza - Gesamtwertung Baskenland-Rundfahrt - Olympisches Straßenrennen 2004 - Deutscher Meister – Straßenrennen 2005 - eine Etappe Bayern-Rundfahrt 2006 - Gesamtwertung und eine Etappe Regio-Tour | 2007 - Gesamtwertung Tirreno–Adriatico - Gesamtwertung Circuit de la Sarthe 2008 - Gesamtwertung und eine Etappe Tour de Romandie 2009 - eine Etappe Tirreno–Adriatico - eine Etappe Giro del Trentino - Mannschaftszeitfahren Tour de France 2011 - eine Etappe Paris-Nizza - eine Etappe Critérium International - Gesamtwertung und Punktewertung Baskenland-Rundfahrt - eine Etappe Giro del Trentino |

## Platzierungen bei den Grand Tours
| Grand Tour            | 1998 | 1999 | 2000 | 2001 | 2002 | 2003 | 2004 | 2005 | 2006 | 2007 | 2008 | 2009 | 2010 | 2011 | 2012 | 2013 |
| --------------------- | ---- | ---- | ---- | ---- | ---- | ---- | ---- | ---- | ---- | ---- | ---- | ---- | ---- | ---- | ---- | ---- |
| Giro d’ItaliaGiro     | –    | –    | –    | –    | –    | –    | –    | –    | –    | –    | DNF  | –    | –    | –    | –    | –    |
| Tour de FranceTour    | –    | –    | –    | 26   | –    | DNF  | 2    | DNF  | 2    | DNF  | –    | 6    | 14   | DNF  | 11   | 30   |
| Vuelta a EspañaVuelta | DNF  | 62   | DNF  | –    | DNF  | –    | –    | –    | –    | –    | 20   | –    | –    | DNF  | –    | –    |